# بداية باردة
البداية الباردة (بالإنجليزية: Cold start) هي إحدى المشاكل المحتملة عند بناء أنظمة الاقتراح - Recommender system، حيث عندما يقوم مستخدم جديد في استخدام النظام، غالبًا لا يعرف النظام أي شي عن هذا المستخدم حتى يتسنى له أن يبني الاقتراحات المناسبة له.

## الأنظمة المتأثرة
تكمن مشكلة البداية الباردة غالبا في أنظمة الاقتراح، وهي أنظمة تقوم على طرق تصفية البيانات بما يتناسب مع ذائقة المستخدم الحالي للنظام.
يقوم عادة نظام الاقتراح بمقارنة الملف الشخصي للمستخدم بمعايير مُعدة مسبقاً، حيث تتشكل هذه المعايير إما عن طريق المُنتجات التي يستخدمها المستخدم أو عن طريق التصفية التشاركية - Collaborative filtering.
في أنظمة الاقتراح التي تعتمد التصفية بناءً على المحتوى (Content-based filtering)، أي المنتجات التي يستخدمها المستخدم، يجب على النظام أن يحدد خصائصَ المنتج مقارنة مع ما يفضله المستخدم. وحتى يقوم بذلك، من المفترض أن يقوم النظام بجمع معلومات كافية عن ذوق المستخدم وتفضيلاته من خلال عملية استنباط المفضَّل -Preference elicitation. وهذه العملية إما أن تتم بشكل صريح حيث يُسأل المستخدم عن ذوقه وتفضيلاته، أو بشكل خفيّ عن طريق مراقبة سلوك المستخدم. في كلتا الحالتين؛ لا بد للمستخدم أن يستخدم النّظام وهو في حالة البداية - 'dumb 'state، حيث تكمن مشكلة البداية الباردة، ليُساهم في بناء معرفّه الشخصي، قبل أن يبدأ النظام بتقديم الاقتراحات الذكية.
أما التي تعتمد أسلوب التصفية التشاركية (Collaborative filtering)، يقوم نظام الاقتراح بتحديد المستخدمين الذين يتشابهون بتفضيلاتهم مع ذائقة المستخدم الحالي، وتقديم المنتجات التي نالت إعجاب هؤلاء المستخدمين.
ولكن-أيضاً- بسبب مشكلة البداية الباردة، هذه الأسلوب سيفشل في اقتراح المنتجات الجديدة التي لا أحد من المستخدمين قام بتقييمها أو تفضيلها أو حتى شرائها.

## الحلول
هناك عدة حلول مقترحة للتخلص من مشكلة البداية الباردة، واحدة من الحلول الفعّالة هي تفعيل تقنيات تعلم الآلة، مثلًا انتقاء البيانات التي يمكن أن تطور نظام الاقتراح. هذا الحل يتم تنفيذه من خلال تحليل البيانات المتاحة وتقييم مدى فائدة هذه البيانات في معرفة ذوق المستخدم.
في أنظمة الاقتراح التي تعتمد التصفية التشاركية، هذه التقنيات يطلع عليها اسم استراتيجيات استنباط التقييم.
يتم الحد من مشكلة البداية الباردة في أنظمة الاقتراح من خلال استخدام مختلف الأساليب للتصفية. أولاً باستخدام أسلوب التصفية التشاركية، حيث أن المنتجات الجديدة التي لم تحصل على أية تقييمات من المستخدمين، سيتم تقييمها بشكل تلقائي بناءً على المنتجات المشابهة لها والتي تم تقييمها من قبل المستخدمين سابقاً. وباستخدام أسلوب التصفية بناءً على المحتوى، سيتم تحديد المنتجات المتشابهة وفقاً للخصائص.
يمكن الحصول على معلومات كافية عن المستخدم من خلال نشاطات المستخدم، مثل تاريخ التصفح أو إذا -مثلًا- كان المستخدم قد قرأ سابقاً عن فنان موسيقي معين، فإن نظام الاقتراح سيقوم باقتراح الإصدارات المتعلقة بهذا الفنان لاحقاً.
يمكن بناء مُعرّف مبدئي للمستخدم بناءً على السِمات الشخصية الخاصة به. واستخدام هذا المعرّف لمعرفة المقترحات المناسبة. ويتم تحديد شخصية المستخدم من خلال نموذج عناصر الشخصية الخمسة (FFM).